# Bahraich
Bahraich är en stad i den indiska delstaten Uttar Pradesh, och är den administrativa huvudorten för distriktet Bahraich. Staden hade 186 223 invånare vid folkräkningen 2011.